# Mirosław Stankiewicz (samorządowiec)
Mirosław Waldemar Stankiewicz (ur. 27 sierpnia 1957 w Brzegu, zm. 15 marca 2024 tamże) – polski samorządowiec i ekonomista, w latach 1999–2001 wicewojewoda opolski, w latach 2007–2014 burmistrz Niemodlina.

## Życiorys
Syn Antoniego i Barbary. Jego ojciec był repatriantem spod Wilna, a matka pochodziła z Łukowa. Rodzina zamieszkała w Brzegu, gdzie Mirosław Stankiewicz ukończył liceum. Absolwent Wydziału Gospodarki Narodowej Akademii Ekonomicznej we Wrocławiu (1980). Kształcił się na studiach podyplomowych z zakresu handlu zagranicznego, zdał egzamin dla członków rad nadzorczych spółek Skarbu Państwa i uzyskał uprawnienia syndyka. Pracował m.in. w Zakładach Przemysłu Lniarskiego w Kamiennej Górze, Zakładach Wyrobów Azbestowych, Garbarni Brzeg S.A., Miejskim Zarządzie Mienia Komunalnego w Brzegu i Przedsiębiorstwie Usługowo-Produkcyjnym „OPUS” w Opolu, zajmując w nich kierownicze stanowiska.
W 1999 objął stanowisko wicewojewody opolskiego z rekomendacji Akcji Wyborczej Solidarność. Zakończył pełnienie funkcji w grudniu 2001 po zmianie rządu. W 2001 kandydował do Sejmu z listy Unii Wolności. W kadencji 2002–2006 sprawował funkcję zastępcy burmistrza Niemodlina. W międzyczasie został członkiem Prawa i Sprawiedliwości, w 2006 z jego listy kandydował do sejmiku opolskiego. Wkrótce po śmierci Stanisława Chalimoniuka objął fotel tymczasowego zarządcy Niemodlina, następnie wygrał przedterminowe wybory na burmistrza w sierpniu 2007. W 2010 uzyskał reelekcję. W czerwcu 2013 odbyło się referendum w sprawie jego odwołania (okazało się nieważne ze względu na frekwencję). W 2014 przegrał walkę o urząd w drugiej turze. Rozpoczął prowadzenie własnej działalności gospodarczej, został też przewodniczącym związku międzygminnego. W 2016 kandydował w wyborach uzupełniających do rady miejskiej Brzegu z poparciem Nowoczesnej, a w 2018 – do rady powiatu brzeskiego z listy Koalicji Obywatelskiej.
Żonaty, miał dwoje dzieci.